# Thomas Prugger
Ne doit pas être confondu avec Nikolaus Prugger.

Thomas Prugger (né le 23 octobre 1971 à San Candido, dans la province de Bolzano dans le Trentin-Haut-Adige) est un snowboardeur italien.

## Biographie
Thomas Prugger remporte son premier titre international en 1997, aux Championnats du monde organisés à San Candido. 
Un an après, il termine deuxième de la première épreuve olympique de slalom géant en snowboard de l'histoire. Le vainqueur de l'épreuve, Ross Rebagliati, ayant été contrôlé positif au cannabis, il faut attendre quelques jours avant de connaître le nom du champion olympique. Le cannabis n'étant pas explicitement interdit, le canadien conserve finalement son titre et Thomas Prugger reste vice-champion olympique.

## Palmarès

### Jeux olympiques
- Jeux olympiques de 1998 à Nagano (Japon) :
  -  Médaille d'argent en slalom géant parallèle[2]

### Championnats du monde
- Championnats du monde de 1997 à San Candido (Italie) :
  -  Médaille d'or en slalom géant